# Bệnh bào tử trùng
Bệnh bào tử trùng (Nosemosis) do hai loài Nosema ceranae và Nosema apis gây nên trên các đàn ong mật, gây hại phổ biến trên các đàn ong nuôi ở nhiều nước trên thế giới, cả các nước ôn đới và ở các nước nhiệt đới. Ong mật ở các nước ôn đới thường nhiễm bệnh Nosema khi các đàn ong vào vụ đông, không nuôi ấu trùng và không có nguồn hoa tự nhiên. Ngược lại, ở các nước nhiệt đới có khí hậu nóng và nguồn hoa quanh năm, bệnh Nosema xuất hiện thường xuyên hơn vào các tháng trong năm. 

## Phòng bệnh
Để phòng trị an toàn, hiệu quả và bền vững đối, một số nước trên thế giới đã và đang tập trung vào nghiên cứu và sử dụng một số loại axit hữu cơ và các sản phẩm tách chiết có nguồn gốc thực vật để phòng trị bệnh; đồng thời đi cùng với nó là các giải pháp về giống ong và kỹ thuật quản lý trại ong để phòng trị tổng hợp bệnh này. 